# ماجراجویی در ترینیداد
ماجراجویی در ترینیداد (انگلیسی: Affair in Trinidad) فیلمی نوآر به کارگردانی وینسنت شرمن محصول سال ۱۹۵۲ کشور ایالات متحده آمریکا است.

## بازیگران
- ریتا هیورث در نقش Chris Emery
- گلن فورد در نقش Steve Emery
- الگزندر اسکوربی در نقش Max Fabian
- Valerie Bettis در نقش Veronica Huebling
- تورین تاچر در نقش Inspector Smythe
- Howard Wendell در نقش Anderson
- کارل اشتپانک در نقش Walters
- جرج واسکوچ در نقش Doctor Franz Huebling
- استیون گری در نقش Wittol
- والتر کولر در نقش Peter Bronec
- جوانیتا مور در نقش Dominique
- مرت میل در نقش Martin, Wittol's Henchman
- Ralph Moody در نقش Coroner